# Raba Niżna (gromada)
Raba Niżna – dawna gromada, czyli najmniejsza jednostka podziału terytorialnego Polskiej Rzeczypospolitej Ludowej w latach 1954–1972.
Gromady, z gromadzkimi radami narodowymi (GRN) jako organami władzy najniższego stopnia na wsi, funkcjonowały od reformy reorganizującej administrację wiejską przeprowadzonej jesienią 1954 do momentu ich zniesienia z dniem 1 stycznia 1973, tym samym wypierając organizację gminną w latach 1954–1972.
Gromadę Raba Niżna z siedzibą GRN w Rabie Niżnej utworzono – jako jedną z 8759 gromad na obszarze Polski – w powiecie limanowskim w woj. krakowskim, na mocy uchwały nr 23/IV/54 WRN w Krakowie z dnia 6 października 1954. W skład jednostki weszły obszary dotychczasowych gromad Raba Niżna i Glisne ze zniesionej gminy Mszana Dolna w tymże powiecie. Dla gromady ustalono 11 członków gromadzkiej rady narodowej.
31 grudnia 1961 do gromady Raba Niżna przyłączono obszar zniesionej gromady Olszówka; z gromady Raba Niżna wyłączono natomiast wieś Glisne włączając ją do nowo utworzonej gromady Mszana Dolna.
Gromadę zniesiono 1 stycznia 1969, a jej obszar włączono do gromady Mszana Dolna.